# Niels Arestrup
Niels Arestrup (født 8. februar 1949 i Montreuil, død 1. december 2024 i Ville-d'Avray) var en fransk skuespiller.
Han blev født i Paris og voksede op under beskedne kår.
Hans far var danskeren Knud Erik Vilhelm Arestrup (født 1903 i København) som udvandrede til Frankrig. Moren var franske Yvonne.  En fætter i Danmark er scenografen Palle Arestrup (født 1941) som er søn af Knuds bror Christian Valdemar Bonde Arestrup (født 1912).  
Arestrup vandt tre César-priser for bedste mandlige birolle, for Det slag mit hjerte sprang over (fr), Profeten (fr) og Quai d'Orsay (fr). De to første film blev instrueret af Jacques Audiard.
I teatret spillede han bl.a. Pirandello, Molière, Tjekhov, Strindberg, Marguerite Duras, Racine, Michael Frayn (København).

## Udvalgt filmografi
- 2014 : Diplomati (Volker Schlöndorff) - i rollen som den tyske general Dietrich von Choltitz
- 2012 : War Horse (Steven Spielberg)
- 2010 : Profeten
- 2010 : De kaldte hende Sarah (Jules Dufaure)
- 2005 : Det slag mit hjerte sprang (Robert Seyr)
- 1991 : Mødet med Venus